# Jan Olszewski
Jan Ferdynand Olszewski (Varsovia, 20 de agosto de 1930-ibídem, 7 de febrero de 2019) fue un político y abogado polaco, que se desempeñó durante cinco meses como primer ministro de Polonia, entre diciembre de 1991 y principios de junio de 1992.  
Posteriormente, fue líder del partido político conservador Movimiento para la Reconstrucción de Polonia. 
Fue parte del levantamiento de Varsovia en 1944. Como militante anticomunista, fue miembro de Solidaridad y participó de los acuerdos de la Mesa Redonda. Fue miembro del parlamento polaco en dos oportunidades, representando a Varsovia.
Mientras se desempeñaba en el cargo como Primer ministro, en sus primeros días, ocurrió la disolución de la Unión Soviética, lo que motivó al nuevo gobierno a acelerar un acercamiento a la OTAN, a la vez que suspendió el programa de privatizaciones que se venía llevando a cabo desde la caída del comunismo. Los asuntos de Defensa y la relación con la nueva Federación Rusa le ocasionaron encontronazos con el presidente Lech Wałęsa. Su gobierno del partido Acuerdo de Centro, nunca tuvo mayoría parlamentaria, pero siempre intentó formar alguna alianza, sin éxito. Su caída fue propiciada cuando una moción de censura triunfó en el momento que el líder del partido Confederación de Polonia Independiente, con el cual buscaba aliarse, Leszek Moczulski, figuraba en una lista del Ministerio del Interior de colaboradores de la policía secreta comunista que se publicó unos días antes. Posteriormente a su salida, fue asesor de Lech Kaczyński.